# Trận Hennersdorf
Trận Katholisch-Hennersdorf và Görlitz là một trận đánh diễn ra trong các ngày 24 và 25 tháng 11 năm 1745 ở Trung Âu, trong cuộc Chiến tranh Schlesien lần thứ hai là một phần của cuộc Chiến tranh Kế vị Áo. Trong trận chiến này, Quân đội Phổ do vua Friedrich II (tức Friedrich Đại đế) thống lĩnh sau khi nhanh chóng kéo đến biên giới Schlesien - Sachsen đã chủ động tiến công, gây choáng ngợp và đánh tan tác một trong hai đạo quân của Đế quốc La Mã Thần thánh được lệnh tiến công kinh đô Berlin của Vương quốc Phổ trong một cuộc giao tranh khốc liệt, khiến cho đối phương trở nên hỗn loạn nghiêm trọng trong ngày 24 tháng 11 năm 1745. Quân đội của ông đã thu được không ít tù binh và chiến lợi phẩm từ tay đối phương. Sang đến ngày hôm sau, ông chiếm giữ thành phố Görlitz và đoạt được thêm chiến lợi phẩm. Xứ Sachsen đã trở nên hoảng hốt trước thất bại của mình. Trong khi Quân đội Phổ chỉ chịu thiệt hại nhẹ nhàng, thất bại này đã gây thiệt hại không nhỏ cho quân Đồng minh Áo - Sachsen do Vương công Karl Alexander xứ Lothringen chỉ huy và chấm dứt mối hiểm họa của họ đến xứ Brandenburg cũng như đến Berlin. Tuy rằng ông đã không thể sử dụng chiến thắng mới mẻ của mình để buộc người Sachsen phải ký kết hòa ước với mình, chiến thắng của ông trong trận Hennersdorf đã mở đường cho ông tấn công xứ Sachsen, trước khi một đạo quân khác của Đế quốc La Mã Thần thánh bị đoàn quân Phổ dưới quyền Leopold I xứ Anhalt-Dessau đánh bại hoàn toàn trong trận Kesselsdorf cùng năm đó.
Theo một nhà ngoại giao Pháp, nhà vua nước Phổ đã làm nên chiến công hiển hách này bất chấp thời tiết khắc nghiệt cũng như sự rệu rã của quân đội ông. Sau thất bại của liên quân Áo - Sachsen trong trận chiến Katholisch-Hennersdorf và Görlitz, họ phải rút chạy về Böhmen trong khi đội hậu binh của họ đã bị truy kích dữ dội xuyên suốt Zittau và bị mất trang thiết bị của mình. Friedrich Đại đế đã làm chủ toàn bộ vùng Lusatia thuộc Sachsen. Đồng thời, người Phổ cũng đánh bật một cuộc tấn công của người Áo vào tỉnh Schlesien.

## Bối cảnh lịch sử
Sau khi đánh tan tành quân Áo dưới quyền Vương công Karl trong trận Soor tại Böhmen vào cuối tháng 9 năm 1745, Đại đế Friedrich II kéo quân trở về Berlin vào cuối tháng 10 năm ấy, và được chào đón như một nhà chinh phạt. Ông tin chắc rằng cuộc chiến tranh đã chấm dứt. Nhưng, mới chỉ an hưởng thái bình sau 1 tuần lễ thì ông đã nhận được hung tin: người Áo và người Sachsen đang chuẩn bị tiến công bất ngờ trong một chiến dịch mùa đông. Không chỉ được biết rằng quân đội Áo và Sachsen đang chuẩn bị hội quân để tiến đánh vùng Mark Brandenburg, ngoài ra không lâu sau đó ông cũng nhận được các nguồn tin chứng thực rằng không ít kho vũ khí dành cho người Áo đã được đặt ở Lusatia thuộc Sachsen. Theo tác giả David Fraser, Đại đế Friedrich II đã được nhiều nguồn đáng tin cậy cung cấp những thông tin nêu trên, và trong các nguồn đó có Đại sứ Thụy Điển tại Dresden thực chất là một gián điệp của vua Phổ tại Sachsen: ông đã báo lại mọi chuyện cho Đại sự Thụy Điển tại Phổ - người đã giữ mối quan hệ tốt đẹp với Triều đình Phổ.
Thật vậy, sau thảm họa tại Soor, Đại Công nương Maria Theresia của Áo và người Sachsen vẫn kiên trì theo đuổi cuộc chiến. Bá tước Brühl của Sachsen cảm thấy mình bị sỉ nhục trong một số nội dung của tuyên ngôn chống Sachsen của Friedrich Đại đế, nên quyết tâm trả thù vào ngày 8 tháng 11 năm 1745 khi những chiến lợi phẩm của trận Hohenfriedberg đang được trưng bày trong các nhà thờ tại Berlin. Karl đã thu thập quân tiếp viện và lần này, với 2 vạn quân Áo và Sachsen, ông không đánh vào tỉnh Schlesien như lần trước nữa (khi đó ông đã bị thảm bại trong trận Hohenfriedberg vào ngày 4 tháng 6 năm 1745). Ông quyết định tiến đánh từ lãnh thổ Hạ Lusatia thuộc Sachsen. Vùng đất này kéo dài 50 dặm Anh về hướng Tây và cung cấp cho ông con đường thẳng tiến vào vùng trung tâm của xứ Brandenburg. Trong khi đó, một quân đoàn Áo ven sông Rhine dưới quyền tướng Grünne vốn dĩ đã tiến đánh Berlin.

### Quyết định của Friedrich Đại đế
Tuy nhiên, Đại đế Friedrich II đã nhanh chóng làm chủ tình hình. Ông quyết định tiến hành một cuộc phản công gồm hai giai đoạn. Gọng kìm thứ hai của cuộc phản kích này được giao cho Binh đoàn Elbe (Elbe-Armee) bao gồm 25.000 người mà Vương công Leopold I xứ Anhalt Dessau đã quy tụ trong suốt hai tháng trời. Binh đoàn này sẽ tiến công miền Bắc và miền Trung Sachsen từ Halle. Trong khi đó, ông trực tiếp chỉ huy một đoàn quân tại Schlesien. Vào ngày 16 tháng 11 năm 1745, nhà vua nước Phổ đã đem đoàn quân chiến thắng của trận đánh Soor đến Schlesien để phát động một chiến dịch tấn công mới, với mục tiêu là để thọc sâu vào Lusatia từ hướng Đông trước khi đối phương có thể hội quân đầy đủ để mở một trận đánh. Qua việc tiến đánh vùng Görlitz tại Sachsen, vị Quốc vương có thể ngăn ngừa Karl tiến chiếm Berlin theo như dự kiến của ông này. Nhìn chung, Đại đế Friedrich II dự định sẽ tiến công kinh đô Dresden của xứ Sachsen bằng hai gọng kìm.
Ngoài ra, ông cũng để lại một lực lượng đồn trú tại Berlin để phòng ngự thủ đô, và không ít thị dân Berlin đã tham gia một lữ đoàn để góp phần đánh bật bất kỳ cuộc tập kích đột ngột nào. Ngoài ra, người Phổ cũng đào hào và thiết lập hệ thống công sụ phụ để bảo vệ kinh thành.

## Diễn biến trận chiến
Trong vòng vài ngày, Đại đế Friedrich II không để đoàn quân của ông đến gần biên giới Schlesien - Sachsen, trước khi tình hình cho thấy rõ ràng là người Sachsen đã cho phép quân đội Áo tiến qua lãnh thổ của họ và qua đó trở thành một phe tham chiến chính thức trong chiến tranh. Ông vốn dĩ đã đến Liegnitz, đại bản doanh của đoàn quân Schlesien vào ngày 15 tháng 11 năm 1745; và trong khi quân Áo đang thọc sâu vào Lusatia, ông một lần nữa tiến hành thủ đoạn đã đem lại đại thắng cho ông trong trận chiến tại Hohenfriedberg: ông đã tung tin rằng hiện giờ ông đang bận tâm đến tình hình an ninh của các lãnh thổ của ông và ông có dự kiến kéo quân trở về để bảo vệ đất nước. Và, ông cũng phải tiến hành vài bước để minh chứng những điều này là sự thật. Và, đây là lần thứ hai Vương công Karl cắn câu. Nhờ đó, quân đội của ông đã dễ dàng tiến vào Lusatia: vào ngày 23 tháng 11 năm 1745, bốn đội hình hàng dọc của Phổ đã vượt qua sông Queiss và đến được Lusatia qua các cầu và chỗ cạn tại Naumburg. Lúc khoảng 4 giờ chiều, đội tiền quân của ông đã tiếp cận đến Katholisch-Hennersdorf - một ngôi làng dài và rời rạc, cách Görlitz 12 dặm Anh về hướng Tây, mà không vấp phải sự kháng cự nào.

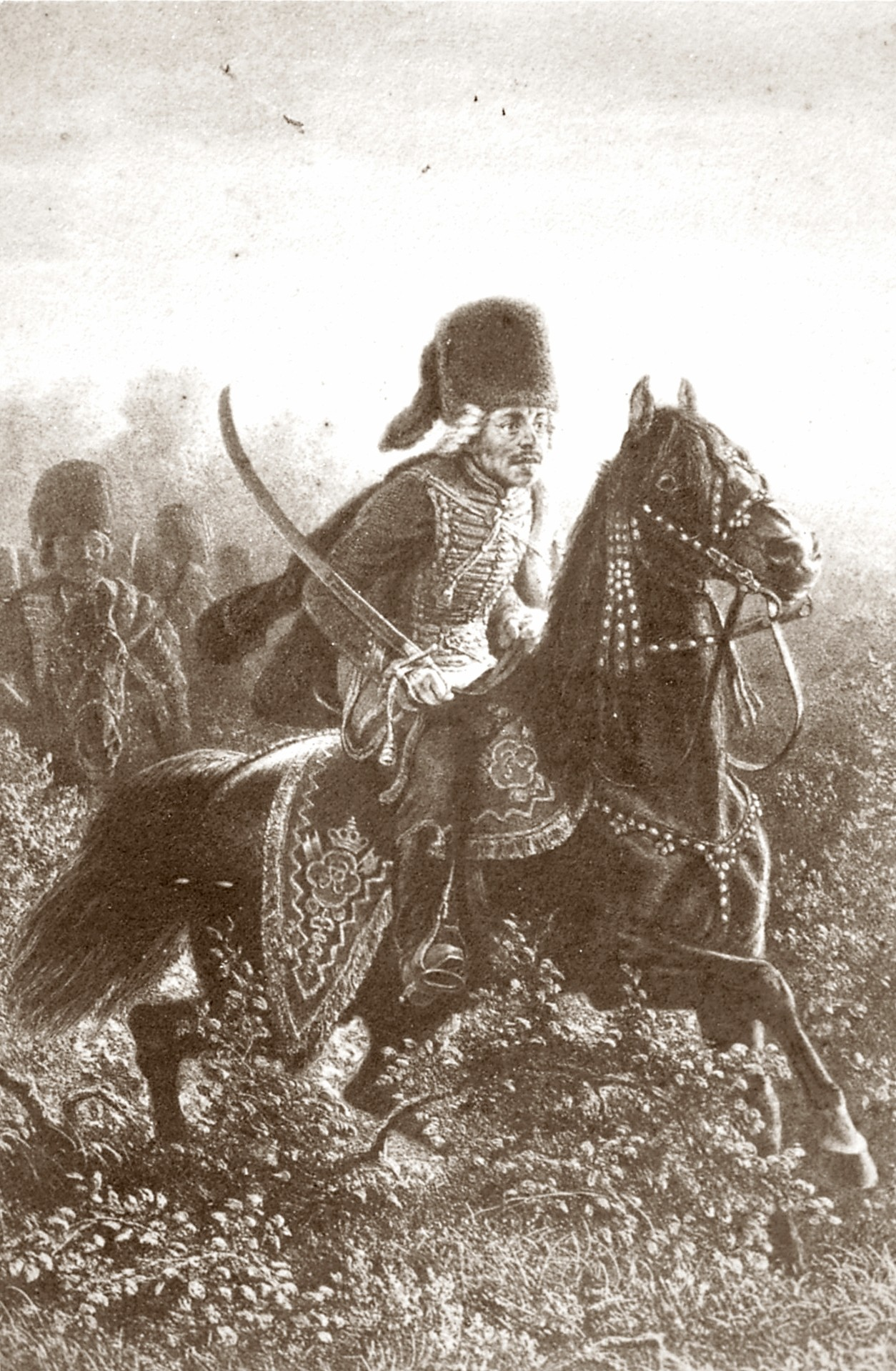
Tướng Hans Joachim von Zieten của Phổ.

Cũng trong buổi chiều tuyệt vời ngày hôm đó, lực lượng "Khinh Kỵ binh đen" của Phổ do tướng Hans Joachim von Zieten chỉ huy đã bắt gặp một đạo quân Sachsen - đội tiền quân của quân đội Áo. Zieten đã báo cáo rằng lực lượng quân Sachsen gồm thâu 3 sư đoàn kỵ binh và hai tiểu đoàn, nhưng ông hứa hẹn phải tiến công và cầm chân đối phương cho đến khi quân tiếp viện kéo tới. Tuy quân đội của ông đã bất ngờ tấn công đối phương, người sĩ quan dũng cảm này đang phải thực hiện một trách nhiệm khó khăn: quân Sachsen đẩy lùi hai cuộc tấn công của quân đội Phổ, và ngay cả đợt tấn công thứ ba của Zieten được sự hỗ trợ của 3 sư đoàn Thiết Kỵ binh cũng thất bại. Cuối cùng, lực lượng "Khinh kỵ binh trắng" của Phổ đến ứng chiến và đánh bọc sườn quân đội Sachsen, trong khi "Khinh kỵ binh đen" đã bọc hậu đối phương. Đồng thời, 7 sư đoàn kỵ binh của Phổ cũng được tăng viện cho Zieten trên tiền tuyến. Trước sức tiến công của quân đội Phổ với thế mạnh áp đảo về quân số, quân kỵ mã Sachsen phải triệt thoái. Tuy nhiên, lực lượng bộ binh Sachsen vẫn cố gắng cầm cự và chống trả quyết liệt, trước khi lính phóng lựu cùng với lực lượng pháo binh Phổ kéo đến khiến cho sự kháng trả của họ bị vô hiệu. Quân Sachsen đã bị đè bẹp. Theo Giáo sư Spencer Tucker (người Mỹ) 900 quân Sachsen đã bị bắt làm tù binh, trong khi một tác giả người Mỹ khác là Herbert Tuttle đã ghi nhận trong cuốn History of Prussia: 1745-1756 rằng quân đội Phổ thắng trận đã thu được nhiều cờ hiệu, một khẩu đại bác và 1.000 tù binh. Sĩ quan quân đội Anh [[David Fraser (Sĩ quan Quân đội Anh)|David Fraser trong cuốn tiểu sử Frederick the Great: King of Prussia thì cho biết quân đội Phổ đã thu được gần 1.000 tù binh. Chiến bại của người Sachsen đã khiến cho quân chủ lực Áo bị lâm vào náo loạn đến mức mà họ phải rút chạy qua hết này đến nơi khác.
Sang đến ngày hôm sau (25 tháng 11), các chi đội di chuyển nhanh gọn của Phổ đã chiếm giữ một kho đạn dược quan trọng của quân đồng minh tại thành phố Görlitz, gần như là trước sự chứng kiến tận mắt của Karl. Görlitz buộc phải đầu hàng nhà vua Friedrich Đại đế. Không những đoạt được nguồn tiếp tế quan trọng, ông còn bắt giới lãnh đạo thành phố phải nộp cho mình một khoản chiến phí lớn. Hai ngày sau, khi quân đội Áo rút chạy về xứ Böhmen, đội hậu binh của họ bị truy kích trong hỗn loạn xuyên suốt Zittau. Quân đội Phổ đã chiếm được Zittau - nơi đội hậu binh mưu tính trú ẩn, cùng với trang bị cầm tay của quân đội Áo. Trong khi quân Áo phải triệt thoái về Böhmen, một cuộc tiến công của họ vào Schlesien cũng bị bẻ gãy với thiệt hại nặng nề. Toàn thể xứ Sachsen đã trở nên kinh hãi, và quân đoàn của tướng Grünne, dù đã tiến sát đến xứ Brandenburg, bị triệu hồi cùng với toàn bộ đội quân viễn chinh của ông về gia nhập quân chủ lực của Sachsen. Trong khi quân đội Phổ chỉ hứng chịu thiệt hại không đáng kể, theo nhà lý luận quân sự người Đức là Karl von Clausewitz, quân đội Áo thiệt hại đến 2.000 người trong trận chiến này. Nhà sử học quân sự người Anh là Christopher Duffy thì cho rằng đối thủ của Friedrich Đại đế đã chịu tổn thất đến 5.000 người cùng với những nguồn dự trữ và phương tiện vận tải quý báu.

## Nhận định
Đại sứ Pháp là Hầu tước de Valori đã cho rằng chiến công của Đại đế Friedrich II tại Hennersdorf có lẽ còn vĩ đại hơn cả hai chiến thắng của ông ở Hohenfriedberg và Soor:
 "Thật không sai khi nói rằng kẻ thù đã buộc Ngài phải động binh, và những gì Ngài làm không phải là không đáng phục. Ngài đã chiến đấu với sự liều lĩnh còn trội hơn tín ngưỡng, với một đội quân đã kiệt quệ và suy giảm... hiệu lực. Và, nổi bật hơn cả, cuộc chiến đã diễn ra trong thời tiết khắc nghiệt." – Valori, 1820, I, 260 

## Sau trận chiến
Sau chiến thắng, Friedrich Đại đế nghỉ ngơi tại Görlitz trong vòng vài ngày. Ông đã tận dụng những chiến thắng mới mẻ của ông để buộc Tuyển hầu tước Friedrich August II của Sachsen phải ký kết hòa ước với ông, dựa trên những điều khoản của thỏa ước mà ông đã ký kết với Vương quốc Anh tại Hanover trước khi trận Soor bùng nổ (để biết thêm về thỏa ước này, xin xem bài trận Soor). Nhưng, August II, hay đúng hơn là Brühl, đã đề xuất một điều khoản sơ bộ là hai phía phải ngưng chiến ngay lập tức và người Phổ phải bồi thường cho tất cả những gì mà họ gây ra trong cuộc tấn công của họ vào xứ Sachsen. Dĩ nhiên, Friedrich Đại đế khước từ điều khoản này, và không lâu sau đó thì các cuộc đàm phán bị đình chỉ. Trước mầm mống hiểm nguy, Bá tước Brühl đã khôn khéo đưa Tuyển hầu tước từ Dresden đến Praha, qua đó August không thể nhìn nhận sự kinh hoàng của chiến tranh và có lẽ sẽ dễ dàng chấp thuận các đề xướng của Brühl ngay từ đầu.
Friedrich Đại đế cũng xuống lệnh cho Trung tướng Hans von Lehwaldt đem 8.500 binh sĩ để đe dọa Dresden từ hướng Đông và thiết lập liên lạc với Leopold I xứ Anhalt-Dessau trong thời gian nghỉ ngơi của mình. Cho đến lúc này, cuộc chiến đã diễn ra quyết liệt hơn. Xem ra vị vua nước Phổ vẫn có thể bị sự câm lặng của người Áo gây bất ngờ. Vào ngày 5 tháng 11 năm 1745, ông nhận được tin Karl xứ Lothringen đã kéo quân xuống đằng sau vùng núi đồi, và tiến xuống phần sông Elbe thuộc xứ Böhmen để hỗ trợ cho quân đội Sachsen. Thực ra, một Chi đội gồm có 6.000 quân Áo dưới quyền Grünne đã hội quân với người Sachsen gần Dresden. Tuy nhiên, Friedrich Đại đế chưa vội tiến đánh Dresden, và trong khi đó Binh đoàn Elbe của Leopold I xứ Anhalt-Dessau có vẻ như đang di chuyển rất chậm rãi. Cuối cùng, vào ngày 13 tháng 12 năm 17145, nhà vua đã hay tin Leopold vừa mới tiến đến Meissen, và sai Lehwaldt hội quân với Leopold tại bờ tây sông Elbe. Từ đây, quân đội của họ sẽ tiến bước và đánh một trận với quân đội Sachsen và Grünne gần Dresden. Vào ngày 15 tháng 12 năm 1745, quân đội của nhà vua đã tiến qua Meissen. Đến tối hôm đó, một sĩ quan đem đến cho ông tin tức về chiến thắng của Leopold trước liên quân Áo - Sachsen trong trận Kesselsdorf đẫm máu. Vào ngày 17 tháng 12 năm 1745, ông đã hội quân với Leopold bên ngoài thành Dresden.
Đến lúc này, hào khí của Maria Theresia đã tan vỡ. Người Sachsen cũng đã chấp nhận thất bại. Sau 4 chiến bại liên tiếp của các đạo quân của mình trong vòng 7 tháng, bà đã thừa nhận Hiệp định Dresden vào ngày Giáng sinh để kết thúc cuộc chiến tranh, theo đó Friedrich Đại đế nắm vững quyền kiểm soát Schlesien.